# Aïn Defla
Aïn Defla (em árabe: عين الدفلى) é a capital da província de Aïn Defla, localizada no norte da Argélia. Sua população era de 65 453 habitantes, em 2008. Também é uma comuna.
Na época romana, a cidade foi chamada Oppidum Novum.